# 張若澄
张若澄（1722—1770），字镜壑，號默耕，桐城張氏，清朝安徽安慶府桐城縣（今安慶市桐城）人，张廷玉次子。二甲進士出身，翰林院庶吉士，歷任翰林编修、左春坊左庶子等，官至從二品內閣學士兼禮部侍郎銜。

## 生平
张若澄于乾隆九年（1744年）乡试中举，乾隆十年（1745年）乙丑科以二甲第十六名联捷进士，未散馆特授翰林院编修，入值南书房，人称“一门之内，祖父子孙先后相继入南书房，自康熙至乾隆经数十年之久，此他氏所未有也”。官至内阁学士。
工诗文，书画，著有《潇碧轩诗钞》等。

## 家族
若澄出身桐城张氏望族，祖父张英为康熙年间大学士。
父张廷玉为雍正年间大学士。
兄若霭为雍正十一年（1733年）進士，官至禮部尚書。